# Жучкова, Анна Владимировна
А́нна Влади́мировна Жучко́ва (в первом браке Хлысто́ва; род. 5 октября 1979, Лыткарино, Московская область) — российский литературный критик, литературовед. Кандидат филологических наук, доцент РУДН. Как представили её в 2018 году в «Комсомольской правде»: «сегодня — один из самых ярких критиков, известных своей принципиальностью».

## Биография
Окончила филологический факультет РУДН. Защитила диссертацию «Поэтическая модель подсознательной коммуникации в лирике Осипа Мандельштама». С 2005 года работает на кафедре русской и зарубежной литературы филологического факультета РУДН. Опубликовала около 200 научных и критических статей по вопросам русской литературы XX—XXI веков, теории литературы, психопоэтики. В монографии «Магия поэтики Осипа Мандельштама» (2009) и ряде статей разрабатывает психолингвистический метод анализа поэтического текста, основанный на выявлении гипнотических паттернов обобщения, опущения, искажения и описании функционально-семантического значения аудиальных, визуальных и кинестетических предикатов.
Учитель-методист, разработчик заданий всероссийской олимпиады школьников «Высшая проба», эксперт Всероссийской олимпиады школьников по литературе (2018 год),, автор методических статей по проблемам преподавания литературы в школе, русского языка и литературы в национальной школе и фольклористике, опубликованных в журналах «Литература в школе»,, «Русская словесность»,,, «Филологический класс», «Вестник славянских культур»,, «Мир русского слова» и др., курса подготовки к ЕГЭ по литературе и ряда учебных пособий («Экзамен на отлично: подготовка к ЕГЭ по литературе», «Теория литературы», «История зарубежной литературы XVII века», «Зарубежная литература XX века», «Французский с Эмилем Золя» и др.) Участник проектов по поддержке русского языка и литературы в национальных школах и за рубежом,,,.
Как литературный критик публикуется с 2016 года в журналах «Вопросы литературы», «Знамя», «Урал», «Октябрь», «Волга», «Новый мир» и др., на литературных порталах Teхtura, Лиterraтура и др. Автор статей о творчестве Романа Сенчина, Андрея Рубанова, Андрея Геласимова, Александра Снегирева, Анны Козловой, Алексея Иванова, Захара Прилепина, Анны Старобинец, Алексея Варламова, Евгения Водолазкина и др. Постоянный автор острокритической рубрики «Лёгкая кавалерия», лектор образовательного проекта «Пишем на крыше» журнала «Вопросы литературы».
С начала 2020 года возглавила отдел критики портала Textura.
Член Союза писателей Москвы.
Член жюри премии «Поэзия», по словам Дмитрия Кузьмина, ставшей наиболее важным событием года 2019 года, член Большого жюри премии «Национальный бестселлер» (2020).
Лауреат премий журнала «Вопросы литературы» и журнала «Октябрь» (обеих — 2018 г.) за статьи о современной русской литературе.
В 2019, 2020 году входила в лонг-лист премии «Неистовый Виссарион» (номинировали Юлия Рахаева, Валерия Пустовая).
Является членом творческой группы независимых критиков-субъективистов, в которую входят также Валерия Пустовая, Елена Сафронова, Сергей Баталов. Своим предметом исследования критики-субъетивисты определяют текст, а главной темой — человека, меняющего мир. При этом участники творческой группы «не претендуют на установление единственно верной трактовки произведения, допускают субъективность оценки и строят критический дискурс как многополярную динамическую конструкцию».

## Отзывы
Если коротко, то это критик, который не боится никого обидеть и потому говорит честно… Про нее говорят, что она ворвалась в литературный мир, как комета. Сравнение, может, и пафосное, но точное. Анна сегодня — один из самых ярких критиков, известных своей принципиальностью. В критических разборах, публикующихся на страницах толстых литературных журналах, Анна пишет честно, не заискивая перед авторитетами, не боясь остаться в меньшинстве. За эту свою позицию она уже обрела не только кучу поклонников, и не меньшую кучу недоброжелателей.— Евгения Коробкова, «Комсомольская правда», 2018

## Литературная критика
- Трудно быть… Сенчиным, 2019
- Когда каждый стал богом. Литература начала эона. Вопросы литературы, № 4, 2019
- Новый русский роман: от идеологии к психологии, 2018
- Любовь и зяблики. Новая сказка о главном. Дарья Бобылева «Вьюрки», 2018
- Спасти Сальникова: Петровы вокруг него, 2018
- Убить нельзя любить. Не для всех! Только для сумасшедших, 2018
- Посмотри по-другому. О книге Анны Старобинец, 2018
- Концепция времени в романе Е. Водолазкина «Лавр»[33]
- «Остров Сахалин» Эдуарда Веркина как роман-катастрофа, 2018
- Новые экзистенциалисты: Александр Снегирёв, Анна Козлова, 2017
- Медведица пера. Алексей Иванов, 2017
- Пират современной литературы. Творчество Александра Снегирева, 2016
- Вегетарианские двадцатые в «Обители» Захара Прилепина

## Литературоведение
- Магия поэтики Осипа Мандельштама. М.: РУДН, 2009.
- Загадка мандельштамовской «Оды».
- Психолингвистическая структура стихотворения Мандельштама: «Стихи о неизвестном солдате».
- Психолингвистический анализ суггестивной образности художественного текста.
- Изучение подсознательной составляющей поэтической речи Осипа Мандельштама
- VAK-анализ как способ исследования психофизиологического компонента поэтической речи[34]
- Функционально-семантическая роль цветовых предикатов эпитетов в лирике О. Мандельштама. Вопросы филологии. Ин-т языкознания РАН, 2015 № 1.[35]
- Сказка-роман, или снова о жанре фэнтези. Филологические науки. Научные доклады высшей школы. 2018 № 1
- Внешний локус контроля как субстанциональное свойство «маленького человека» в русской литературе XIX века. Филология и человек, № 1, 2016

## Научно-популярные публикации
- Токсичная толерантность, 2018
- «Свобода» и «смерть» на европейской литературной арене[36]
- Вечное американское детство[37]
- «Мне интересна литература, которая работает с языком». Интервью с В. Корецким
- «Я смеюсь, потому что люблю…» Интервью с А. Снегиревым[38]
- Потыкиваем палкой. Алексей Сальников — о четырех стенках, выстроенных государством, видах безумств и преодолении трусости[39]
- Литературный критик: популяризатор или эксперт? О литературных дискуссиях на XII Красноярской ярмарке книжной культуры[40].
- КРЯКК-2018: Гуманитарное знание в раме цифровых технологий